# Gimnastyka na Letnich Igrzyskach Olimpijskich 2004
Gimnastyka na XXVIII Letnich Igrzysk Olimpijskich w Atenach reprezentowana była przez trzy poddyscypliny: gimnastykę sportową, gimnastykę artystyczną i skoki na trampolinie. Zawody z gimnastyki sportowej rozgrywane były w dniach 14–23 sierpnia, z gimnastyki artystycznej – 26–29 sierpnia, a skoki na trampolinie – 20 i 21 sierpnia. Gimnastyka sportowa i skoki na trampolinie rozgyrwane były w O.A.K.A. Olympic Indoor Hall, a gminastyka artystyczna w Galatsi Olympic Hall.

## Gimnastyka sportowa

### mężczyźni

#### wielobój drużynowo
| Lp. | Państwo           | Zawodnicy | Pkt     |
| --- | ----------------- | --- | ------- |
| 1   | Japonia           | Takehiro Kashima, Hisashi Mizutori, Daisuke Nakano Hiroyuki Tomita, Naoya Tsukahara, Isao Yoneda                         | 173.821 |
| 2   | Stany Zjednoczone | Jason Gatson, Morgan Hamm, Paul Hamm Brett McClure, Blaine Wilson, Guard Young                                           | 172.933 |
| 3   | Rumunia           | Marian Dragulescu, Ilie Daniel Popescu, Dan Nicolae Potra, Razvan Dorin Selariu, Ioan Silviu Suciu, Marius Daniel Urzica | 172.384 |

#### wielobój indywidualnie
| Lp. | Państwo           | Zawodnik       | Pkt    |
| --- | ----------------- | -------------- | ------ |
| 1   | Stany Zjednoczone | Paul Hamm      | 57.823 |
| 2   | Korea Południowa  | Kim Dae-eun    | 57.811 |
| 3   | Korea Południowa  | Yang Tae-young | 57.774 |

#### ćwiczenia wolne
| Lp. | Państwo  | Zawodnik          | Pkt   |
| --- | -------- | ----------------- | ----- |
| 1   | Kanada   | Kyle Shewfelt     | 9,787 |
| 2   | Rumunia  | Marian Dragulescu | 9,787 |
| 3   | Bułgaria | Jordan Jowczew    | 9,775 |

#### ćwiczenia na koniu z łękami
| Lp. | Państwo | Zawodnik             | Pkt   |
| --- | ------- | -------------------- | ----- |
| 1   | Chiny   | Teng Haibin          | 9,837 |
| 2   | Rumunia | Marius Daniel Urzica | 9,825 |
| 3   | Japonia | Takehiro Kashima     | 9,787 |

#### ćwiczenia na kółkach
| Lp. | Państwo  | Zawodnik             | Pkt   |
| --- | -------- | -------------------- | ----- |
| 1   | Grecja   | Dimosthenis Tampakos | 9,862 |
| 2   | Bułgaria | Jordan Jowczew       | 9,850 |
| 3   | Włochy   | Yuri Chechi          | 9,812 |

#### skoki przez konia
| Lp. | Państwo   | Zawodnik          | Pkt   |
| --- | --------- | ----------------- | ----- |
| 1   | Hiszpania | Gervasio Deferr   | 9,737 |
| 2   | Łotwa     | Evgeni Sapronenko | 9,706 |
| 3   | Rumunia   | Marian Dragulescu | 9,612 |

#### ćwiczenia na poręczach
| Lp. | Państwo | Zawodnik          | Pkt   |
| --- | ------- | ----------------- | ----- |
| 1   | Ukraina | Wałerij Honczarow | 9,787 |
| 2   | Japonia | Hiroyuki Tomita   | 9,775 |
| 3   | Chiny   | Li Xiaopeng       | 9,762 |

#### ćwiczenia na drążku
| Lp. | Państwo           | Zawodnik     | Pkt   |
| --- | ----------------- | ------------ | ----- |
| 1   | Włochy            | Igor Cassina | 9,812 |
| 2   | Stany Zjednoczone | Paul Hamm    | 9,812 |
| 3   | Japonia           | Isao Yoneda  | 9,787 |

### kobiety

#### wielobój drużynowo
| Lp. | Państwo           | Zawodniczki                                                                                                  | Pkt     |
| --- | ----------------- | --- | ------- |
| 1   | Rumunia           | Oana Ban, Alexandra Georgiana Eremia, Catalina Ponor Monica Rosu, Nicoleta Daniela Sofronie, Silvia Stroescu | 114,283 |
| 2   | Stany Zjednoczone | Mohini Bhardwaj, Annia Hatch, Terin Humphrey Courtney Kupets, Courtney McCool, Carly Patterson               | 113,584 |
| 3   | Rosja             | Ludmiła Eszowa, Swietłana Chorkina, Maria Kriuczkowa, Anna Pawłowa, Elena Zamołodżikowa, Natalia Ziganczina  | 113,235 |

#### wielobój indywidualnie
| Lp. | Państwo           | Zawodniczka        | Pkt    |
| --- | ----------------- | ------------------ | ------ |
| 1   | Stany Zjednoczone | Carly Patterson    | 38.387 |
| 2   | Rosja             | Swietłana Chorkina | 38.211 |
| 3   | Chiny             | Zhang Nan          | 38.049 |

#### skoki przez konia
| Lp. | Państwo           | Zawodniczka  | Pkt   |
| --- | ----------------- | ------------ | ----- |
| 1   | Rumunia           | Monica Rosu  | 9,656 |
| 2   | Stany Zjednoczone | Annia Hatch  | 9,481 |
| 3   | Rosja             | Anna Pawłowa | 9,475 |

#### ćwiczenia na poręczach
| Lp. | Państwo           | Zawodniczka     | Pkt   |
| --- | ----------------- | --------------- | ----- |
| 1   | Francja           | Emilie Lepennec | 9,687 |
| 2   | Stany Zjednoczone | Terin Humphrey  | 9,662 |
| 3   | Stany Zjednoczone | Courtney Kupets | 9,637 |

Rosjanka Swietłana Chorkina – mistrzyni olimpijska z Atlanty i Sydney oraz mistrzyni świata na tym przyrządzie – uważana w Atenach za faworytkę upadła w czasie wykonywania ćwiczenia.

#### ćwiczenia na równoważni
| Lp. | Państwo           | Zawodniczka                | Pkt   |
| --- | ----------------- | -------------------------- | ----- |
| 1   | Rumunia           | Catalina Ponor             | 9,787 |
| 2   | Stany Zjednoczone | Carly Patterson            | 9,775 |
| 3   | Rumunia           | Alexandra Georgiana Eremia | 9,700 |

#### ćwiczenia wolne
| Lp. | Państwo   | Zawodniczka               | Pkt   |
| --- | --------- | ------------------------- | ----- |
| 1   | Rumunia   | Catalina Ponor            | 9,750 |
| 2   | Rumunia   | Nicoleta Daniela Sofronie | 9,562 |
| 3   | Hiszpania | Patricia Moreno           | 9,487 |

## Gimnastyka artystyczna

### wielobój indywidualnie
| Lp. | Państwo | Zawodniczka     | Pkt     |
| --- | ------- | --------------- | ------- |
| 1   | Rosja   | Alina Kabajewa  | 108,400 |
| 2   | Rosja   | Irina Czaczina  | 107,325 |
| 3   | Ukraina | Hanna Bezsonowa | 106,700 |

### układ zbiorowy
| Lp. | Państwo  | Zawodniczki                                                                                                 | Pkt    |
| --- | -------- | --- | ------ |
| 1   | Rosja    | Olesia Bieługina, Olga Głatskich, Tatiana Kurbakowa, Natalia Ławrowa, Elena Murzina, Elena Posewina         | 51,100 |
| 2   | Włochy   | Elisa Blanchi, Fabrizia d'Ottavio, Marinella Falca, Daniela Masseroni, Elisa Santoni, Laura Vernizzi        | 49,450 |
| 3   | Bułgaria | Żaneta Iliewa, Eleonora Keżova, Zornica Marinowa, Kristina Ranguelowa, Galina Tanczewa, Wladislawa Tanczewa | 48,600 |

## Trampolina

### mężczyźni
| Lp. | Państwo | Zawodnik              | Pkt   |
| --- | ------- | --------------------- | ----- |
| 1   | Ukraina | Jurij Nikitin         | 41,50 |
| 2   | Rosja   | Aleksander Moskalenko | 41,20 |
| 3   | Niemcy  | Henrik Stehlik        | 40,80 |

### kobiety
| Lp. | Państwo | Zawodniczka    | Pkt   |
| --- | ------- | -------------- | ----- |
| 1   | Niemcy  | Anna Dogonadze | 39,60 |
| 2   | Kanada  | Karen Cockburn | 39,20 |
| 3   | Chiny   | Huang Shanshan | 39,00 |